# Municipio de Grant (condado de Lake)
El municipio de Grant (en inglés: Grant Township) es un municipio ubicado en el condado de Lake en el estado estadounidense de Illinois. En el año 2010 tenía una población de 26523 habitantes y una densidad poblacional de 445,63 personas por km².

## Geografía
El municipio de Grant se encuentra ubicado en las coordenadas 42°22′29″N 88°9′50″O / 42.37472, -88.16389. Según la Oficina del Censo de los Estados Unidos, el municipio tiene una superficie total de 59.52 km², de la cual 45.52 km² corresponden a tierra firme y (23.52%) 14 km² es agua.

## Demografía
Según el censo de 2010, había 26523 personas residiendo en el municipio de Grant. La densidad de población era de 445,63 hab./km². De los 26523 habitantes, el municipio de Grant estaba compuesto por el 87.3% blancos, el 2.16% eran afroamericanos, el 0.34% eran amerindios, el 3.51% eran asiáticos, el 0.05% eran isleños del Pacífico, el 4.14% eran de otras razas y el 2.5% pertenecían a dos o más razas. Del total de la población el 12.07% eran hispanos o latinos de cualquier raza.